# ジェイムズ・ドナルド・キャメロン

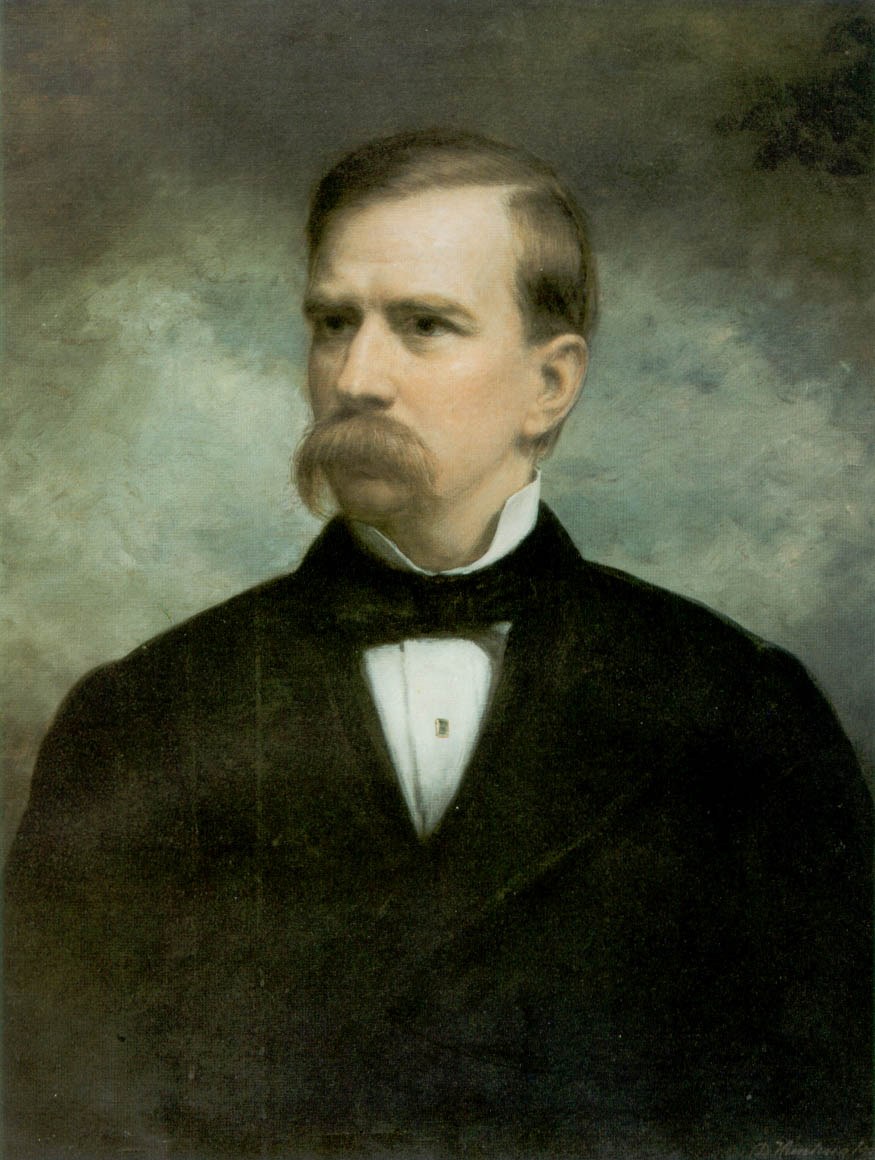
ジェイムズ・ドナルド・キャメロン

ジェイムズ・ドナルド・キャメロン（James Donald Cameron, 1833年5月14日 - 1918年8月30日）は、アメリカ合衆国の政治家。ユリシーズ・グラント政権で第32代アメリカ合衆国陸軍長官を務め、その後は連邦上院議員を20年間務めた。

## 生い立ちと初期の経歴
1833年5月14日、キャメロンはペンシルベニア州ミドルタウンにおいて誕生した。キャメロンは1852年にプリンストン大学を卒業し、続いて1855年に大学院の学位を取得した。
キャメロンは銀行の事務員として就職し、現金出納係を務めた。キャメロンはその後、1866年から1874年までノースセントラル鉄道の社長を務めた。

## アメリカ合衆国陸軍長官
1876年、キャメロンはユリシーズ・グラント大統領から陸軍長官に指名された。キャメロンは司法長官に横滑りしたアルフォンソ・タフトに後任として着任し、グラント政権の任期満了まで陸軍長官を務めた。

## アメリカ合衆国上院議員

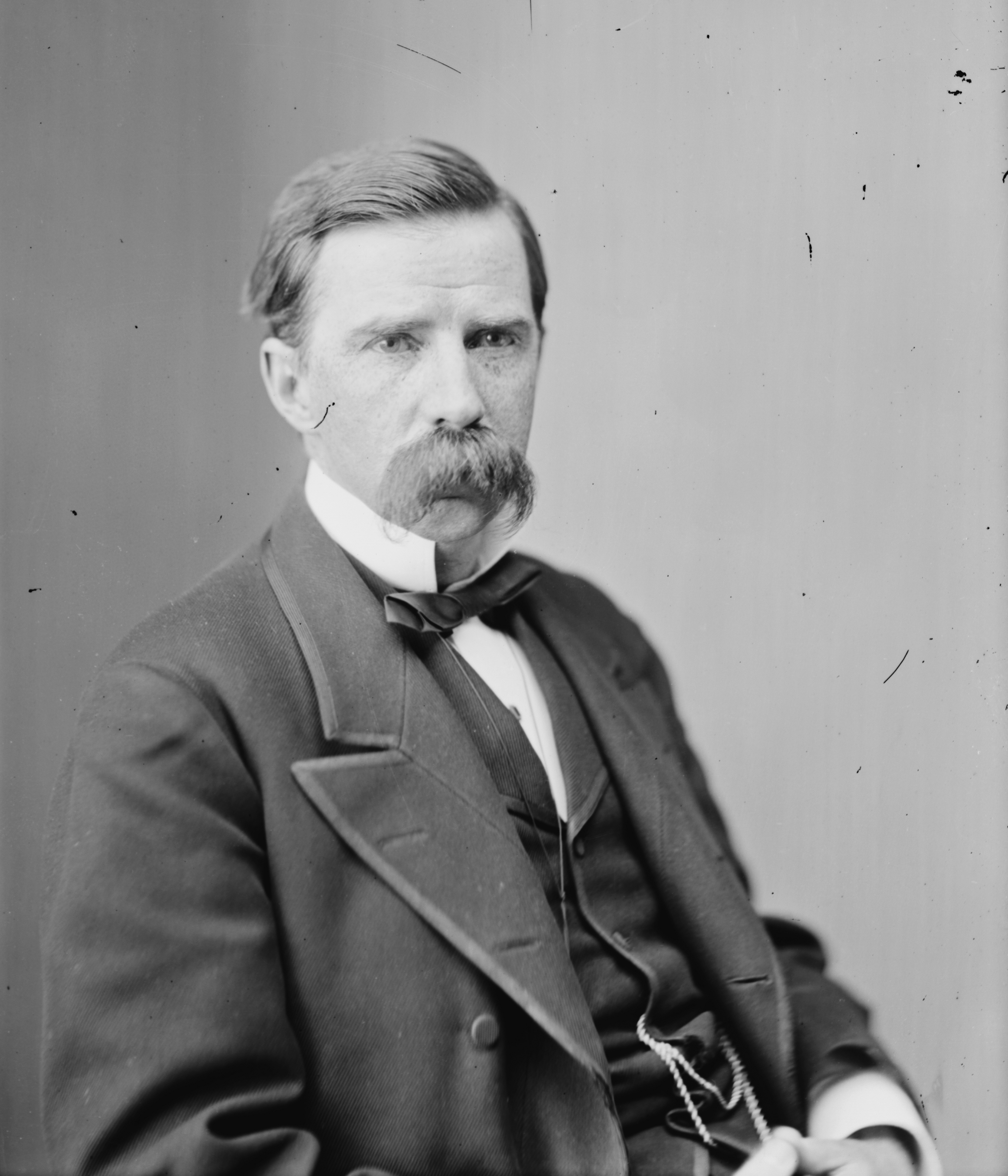
連邦上院議員時代のキャメロン

1877年、キャメロンの父親が連邦上院議員を辞任すると、キャメロンはペンシルベニア州議会によって欠員充当のため、後任の連邦上院議員に選任された。その後キャメロンは、3期続けて再任され、最終的に連邦上院議員を20年間務めた。キャメロンは1881年から1891年まで上院海軍委員会委員長、1893年から1895年まで上院革命請求委員会委員長、1895年から1897年まで再び上院海軍委員会委員長を務めた。
キャメロンはまた、1879年から1880年まで共和党全国委員会委員長を務めた。キャメロンは1896年に再任指名を受けず、翌1897年3月に連邦上院議員を退任した。

## 晩年
キャメロンは連邦上院議員を退任後、ペンシルベニア州ハリスバーグの商社を渡り歩いた。1918年8月30日、キャメロンはペンシルベニア州ランカスター郡の別荘「ドニゴール」で死去した。キャメロンの遺体はペンシルベニア州ハリスバーグのハリスバーグ墓地に埋葬された。

## 家族
父親は第26代アメリカ合衆国陸軍長官サイモン・キャメロン。母親はマーガレット・ブルーア (Margaret Brua, 1803-1874) であった。
1856年5月20日、キャメロンはペンシルベニア州ミドルタウンにおいて、メアリー・マコーミック (Mary McCormick, 1834-1874) と結婚した。キャメロンはメアリーとの間に以下の子供をもうけた。
1. エリザ・マコーミック・キャメロン (Eliza McCormick Cameron)
2. ヴァージニア・ロレット・キャメロン (Virginia Rolette Cameron)
3. ジェイムズ・マコーミック・キャメロン (James McCormick Cameron)
4. メアリー・キャメロン (Mary Cameron)
5. マーガレッタ・ブルーア・キャメロン (Margaretta Brua Cameron)
6. レイチェル・バーンサイド・キャメロン (Rachel Burnside Cameron)

1878年5月9日、キャメロンはオハイオ州クリーブランドにおいて、エリザベス・バンクロフト・シャーマン (Elizabeth Bancroft Sherman, 1857-1944) と結婚した。キャメロンはエリザベスとの間に以下の子供をもうけた。
1. マーサ・キャメロン (Martha Cameron)